# Ушжарма
Ушжарма́ (каз. Үшжарма) — село у складі Балхаського району Алматинської області Казахстану. Входить до складу Баканаського сільського округу.
Населення — 187 осіб (2021; 296 у 2009, 330 у 1999, 392 у 1989).